# Saint-Romain-de-Lerps
Saint-Romain-de-Lerps település Franciaországban, Ardèche megyében. Lakosainak száma 989 fő (2022. január 1.). Saint-Romain-de-Lerps Champis, Châteaubourg, Cornas, Glun, Plats, Saint-Péray és Saint-Sylvestre községekkel határos.

## Népesség
A település népessége az elmúlt években az alábbi módon változott:
| Lakosok száma | 342  | 415  | 477  | 671  | 805  | 838  | 873  | 900  | 913  | 989  |
|               | 1968 | 1982 | 1990 | 2006 | 2013 | 2015 | 2017 | 2019 | 2020 | 2022 |